# معركة قندهار (2021)
معركة قندهار، إحدى معارك حملة طالبان العسكرية في 2021، انتهت في 12 أغسطس 2021، بسيطرة الحركة على قندهار، عاصمة ولاية قندهار في جنوب أفغانستان، الولاية المجاورة لباكستان. بدأ مقاتلو حركة طالبان بمهاجمة المدينة في 9 يوليو 2021، حيث قاتلوا قوات الأمن الوطني الأفغاني المتمركزة دفاعًا عنها. بدأت دفاعات المدينة تتلاشى في أغسطس شيئًا فشيئًا أمام هجمات مقاتلي طالبان، بعد قتال عنيف استمر على مدى أسابيع. سمح هذا لطالبان بدخل معظم أرجاء المدينة والسيطرة عليها كليًا في 12 أغسطس 2021، حيث سيطرت بذلك على سجن ساربوزا السجن المركزي في قندهار حيث يحتجز مقاتلوها، لتطلق إثر ذلك سراح أكثر من 1000 معتقل تابع للحركة.

## المعركة
بدأت معركة المدينة في 9 يوليو 2021، مع بدء مقاتلي طالبان بشن غارات على المناطق الحضرية في منطقة الشرطة السابعة في قندهار واستيلائهم على عدة منازل. واجهت المتشددين بشكل رئيسي قوات الكوماندوز والقوات الخاصة الأخرى. اضطر أفراد الكوماندوز لنقل السجناء من سجن قندهار لمنع اندلاع أعمال العنف. أُعيقت قدرة القوات الحكومية على صد المتسللين من طالبان بسبب وجود المدنيين المحاصرين في مرمى النيران. بحلول منتصف يوليو، اندلعت اشتباكات عنيفة في جميع أنحاء المدينة، ما أجبر أكثر من 11 ألف أسرة على الانتقال من قندهار إلى مخيمات اللاجئين. استولت طالبان أيضًا على مقاطعة قندهار (وتسمى أيضًا مقاطعة داند) حيث يقع مطار قندهار. ومع ذلك، ظل المطار تحت سيطرة الحكومة، ما سمح للقوات الجوية الأفغانية بمواصلة غاراتها على المتمردين المتقدمين.  لكن تأثير هذه الهجمات الجوية كان ضئيلًا. ردًا على هجمات المتمردين المستمرة، فرضت الحكومة حظر تجول على المدينة في 16 يوليو، بينما أرسلت المزيد من الكوماندوز للمساعدة في الدفاع عن قندهار.
على الرغم من هذه التعزيزات، استولى المتمردون بشكل مطرد على المزيد من مناطق الشرطة، ما دفع بالموالين للحكومة بالتحرك نحو وسط المدينة. واصلت القوات الجوية الأفغانية، بمساعدة من سلاح الجو الأمريكي، قصف طالبان دون جدوى. بحلول 22 يوليو 2021، كانت قندهار محاصرة بشكل أساسي من قبل المتمردين. وقعت جميع المناطق المحيطة باستثناء مقاطعة دامان تحت سيطرة طالبان، وظل المجال الجوي لقندهار فقط تحت السيطرة الحكومية الكاملة. وفقًا لمجلة لونغ وور جورنال التابعة لمؤسسة الدفاع عن الديمقراطية، فإن السقوط المحتمل لمقاطعة دامان في أيدي المتمردين سيصعب للغاية على القوات الحكومية التمسك بمدينة قندهار. في وقت ما في أواخر يوليو، ألقى المتمردون القبض على نزار محمد في قندهار، الممثل الكوميدي الشهير المعروف بمعارضته لحركة طالبان، وقتلوه. اعتقلت أيضًا وكالة المخابرات الأفغانية، المديرية الوطنية للأمن، أربعة صحفيين أفغان في قندهار. وقد أدانت منظمة العفو الدولية ومنظمات رقابية أخرى اعتقالهم.
اتهم خليل أحمد مجاهد، نائب من قندهار، الحكومة بعدم الالتفات إلى الوضع في المحافظة. وألقى باللوم على المحسوبية في تعيين مسؤولين أمنيين في قندهار على أنها سبب انهيار أحياء في المحافظة. 
في أوائل أغسطس 2021، تقوّى جنود طالبان بوصول التعزيزات، ما سمح لهم بزيادة الضغط وإجبار الحكومة على إرسال المزيد من القوات للتشبث بقندهار. صدت قوات الكوماندوز هجومًا كبيرًا على وسط المدينة بمساعدة جوية. وبالتالي ركزت حركة طالبان على المطار وقصفته بالصواريخ للحد من قدرة القوات الجوية الأفغانية على التدخل في القتال. مع تدمير المدينة بسبب القتال، نصحت الحكومة جميع المدنيين بالإخلاء في 5 أغسطس 2021. ومع احتدام معركة قندهار، تعرضت الحكومة لضغوط متزايدة في أجزاء أخرى من البلاد أيضًا. استولت جيوش طالبان على هراة وقندوز خلال هجومها في أغسطس.
فشلت الحكومة بإمداد القوات المحاصرة في قندهار كما يجب. عانى المدافعون من نقص في الأسلحة والذخيرة، بينما هربت القوات لحماية أسرها في المناطق الريفية التي اجتاحتها طالبان مؤخرًا. ومع ذلك، كان العامل الأهم هو نقص الغذاء. لم يتلق رجال الشرطة المحليون سوى البطاطا شبه الفاسدة لأسابيع؛ ونتيجة القتال المستمر والسأم من الحصص الغذائية الكارثية، انهارت الروح المعنوية في إحدى وحدات الشرطة في 11 أغسطس. ثم انهارت دفاعات الموالين في سجن قندهار، ما سمح للمتمردين بالإفراج عن مئات السجناء وحرمان الحكومة من معقل مهم، وتضخم أعداد المهاجمين مع تجنيدهم السجناء السابقين. جعل سقوط السجن الدفاع المستمر عن المدينة أمرًا غايةً في الصعوبة. ضغط القادة المحليون أيضًا على الحاكم والقادة العسكريين لقبول إنذار طالبان للتراجع. في هذه المرحلة، بدأت الخطوط الأمامية في جميع أنحاء المدينة بالانهيار. وبالتالي جادل مراسلو نيويورك تايمز بأن فشل الدفاع عن قندهار «يعود في النهاية إلى البطاطا».